# Tekamah (Nebraska)
Tekamah es una ciudad ubicada en el condado de Burt en el estado estadounidense de Nebraska. En el Censo de 2010 tenía una población de 1736 habitantes y una densidad poblacional de 506,63 personas por km².

## Geografía
Tekamah se encuentra ubicada en las coordenadas 41°46′33″N 96°13′21″O / 41.77583, -96.22250. Según la Oficina del Censo de los Estados Unidos, Tekamah tiene una superficie total de 3.43 km², de la cual 3.43 km² corresponden a tierra firme y (0%) 0 km² es agua.

## Demografía
Según el censo de 2010, había 1736 personas residiendo en Tekamah. La densidad de población era de 506,63 hab./km². De los 1736 habitantes, Tekamah estaba compuesto por el 96.77% blancos, el 0.46% eran afroamericanos, el 1.09% eran amerindios, el 0.17% eran asiáticos, el 0% eran isleños del Pacífico, el 0% eran de otras razas y el 1.5% pertenecían a dos o más razas. Del total de la población el 1.79% eran hispanos o latinos de cualquier raza.